# Manuel Cámara Fernández
Manuel Cámara Fernández (Pastrana, 11 de noviembre de 1947) es un sindicalista y político español radicado en Mallorca, senador en dos ocasiones.

## Biografía
En su etapa como sindicalista, fue secretario general de Comisiones Obreras de las Islas Baleares (1978-1995) y miembro de la Comisión Ejecutiva Confederal del sindicato entre 1978 y 1991. Miembro del Partido Comunista de España (PCE), en su quehacer político fue designado senador por el Parlamento de las Islas Baleares durante el primer pacto de progreso de la izquierda balear (1999-2000 y 2000-2003, en la VI y VII Legislatura española). En el Senado se integró en el grupo mixto. También fue miembro del comité federal del PCE, del Consejo político federal de Izquierda Unida (IU) y presidente de la comisión territorial de Baleares